# Alfabet khmer
L'alfabet khmer (âkkhârâkrâm khémârâ phéasa en khmer) és un alfabet abugida utilitzat per escriure el khmer, llengua oficial de Cambotja.
Com la major part de les escriptures del Sud-est Asiàtic, deriva del Vatteluttu, originari del sud de l'Índia i aparegut al voltant del segle I dC.
Va ser adaptat de l'escriptura Pallava, una variant de l'escriptura Grantha, descendida de l'escriptura Brahmi de l'Índia. L'escriptura khmer moderna difereix de les formes precedents vistes a les inscripcions de les ruïnes d'Angkor.

## Consonants
Hi ha 35 símbols consonàntics en khmer, tot i que l'alfabet modern només en fa servir 33, els altres dos ja són obsolets. Cada consonant té una vocal inherent de /ɑ/ o /ɔ/. Aquestes vocals inherents s'utilitzen per determinar la pronunciació dels dos registres de fonemes vocàlics representats per les vocals diacrítiques.
Les consonants tenen formes subscrites que es fan servir per escriure grups de consonants. També de vegades anomenades "sub-consonants", les consonants subscrites s'assemblen als símbols de les consonants corresponents però en minúscula. En khmer, són conegudes com a cheung âksâr, significant el peu d'una lletra. La majoria de consonants subscrites estan escrites directament sota altres consonants. Les consonants subscrites eren usades per escriure les consonants finals. Aquest mètode d'escriure ha cessat a l'escriptura khmer moderna però encara és retinguda en el mot aôy.
| Consonants | Forma subscrita | Romanització de l'ONU | AFI  |
| ---------- | --------------- | --------------------- | ---- |
| ក          | ្ក               | kâ                    | kɑ   |
| ខ          | ្ខ               | khâ                   | kʰɑ  |
| គ          | ្គ               | kô                    | kɔ   |
| ឃ          | ្ឃ               | khô                   | kʰɔ  |
| ង          | ្ង               | ngô                   | ŋɔ   |
| ច          | ្ច               | châ                   | tçɑ  |
| ឆ          | ្ឆ               | chhâ                  | tʃʰɑ |
| ជ          | ្ជ               | chô                   | tçɔ  |
| ឈ          | ្ឈ               | chhô                  | tʃʰɔ |
| ញ          | ្ញ               | nhô                   | ɲɔ   |
| ដ          | ្ដ               | dâ                    | ɗɑ   |
| ឋ          | ្ឋ               | thâ                   | tʰɑ  |
| ឌ          | ្ឌ               | dô                    | ɗɔ   |
| ឍ          | ្ឍ               | thô                   | tʰɔ  |
| ណ          | ្ណ               | nâ                    | nɑ   |
| ត          | ្ត               | tâ                    | tɑ   |
| ថ          | ្ថ               | thâ                   | tʰɑ  |
| ទ          | ្ទ               | tô                    | tɔ   |
| ធ          | ្ធ               | thô                   | tʰɔ  |
| ន          | ្ន               | nô                    | nɔ   |
| ប          | ្ប               | bâ                    | ɓɑ   |
| ផ          | ្ផ               | phâ                   | pʰɑ  |
| ព          | ្ព               | pô                    | pɔ   |
| ភ          | ្ភ               | phô                   | pʰɔ  |
| ម          | ្ម               | mô                    | mɔ   |
| យ          | ្យ               | yô                    | jɔ   |
| រ          | ្រ               | rô                    | rɔ   |
| ល          | ្ល               | lô                    | lɔ   |
| វ          | ្វ               | vô                    | ʋɔ   |
| ឝ          | ្ឝ               | shâ                   | -    |
| ឞ          | ្ឞ               | ssô                   | -    |
| ស          | ្ស               | sâ                    | sɑ   |
| ហ          | ្ហ               | hâ                    | hɑ   |
| ឡ          | ្ឡ*              | lâ                    | lɑ   |
| អ          | ្អ               | qâ                    | ʔɑ   |

## Vocals dependents
L'escriptura khmer utilitza vocals dependents, o vocals diacrítiques, per modificar les vocals o consonants inherents. Les vocals dependents són conegudes en khmer com srăk nissăy o srăk phsâm. Les vocals dependents sempre han d'estar combinades amb una consonant. Per molts dels símbols vocàlics, hi ha dos sons o registres. El so de la vocal utilitzada depèn de la sèrie de la consonant dominant en un grup sil·làbic.
| Vocals dependents | Romanització de l'ONU | Romanització de l'ONU | AFI     | AFI     |
| Vocals dependents | sèrie a               | sèrie o               | sèrie a | sèrie o |
| ----------------- | --------------------- | --------------------- | ------- | ------- |
| អា                 | a                     | éa                    | aː      | iːə     |
| អិ                 | ĕ                     | ĭ                     | e       | i       |
| អី                 | ei                    | i                     | əj      | iː      |
| អឹ                 | œ̆                     | œ̆                     | ə       | ɨ       |
| អឺ                 | œ                     | œ                     | əːɨ     | ɨː      |
| អុ                 | ŏ                     | ŭ                     | o       | u       |
| អូ                 | o                     | u                     | oːu     | uː      |
| អួ                 | uŏ                    | uŏ                    | uːə     | uːə     |
| អើ                 | aeu                   | eu                    | aːə     | əː      |
| អឿ                 | eua                   | eua                   | ɨːə     | ɨːə     |
| អៀ                 | iĕ                    | iĕ                    | iːə     | iːə     |
| អេ                 | é                     | é                     | eːi     | eː      |
| អែ                 | ê                     | ê                     | aːe     | ɛː      |
| អៃ                 | ai                    | ey                    | aj      | ɨj      |
| អោ                 | aô                    | oŭ                    | aːo     | oː      |
| អៅ                 | au                    | ŏu                    | aw      | ɨw      |

| Diacrítics | Romanització de l'ONU | Romanització de l'ONU | AFI     | AFI     |
| Diacrítics | sèrie a               | sèrie o               | sèrie a | sèrie o |
| ---------- | --------------------- | --------------------- | ------- | ------- |
| អុំ          | om                    | ŭm                    | om      | um      |
| អំ          | âm                    | um                    | ɑm      | um      |
| អាំ          | ăm                    | ŏâm                   | am      | oəm     |
| អាំង         | ăng                   | eăng                  | aŋ      | eəŋ     |
| អះ          | ăh                    | eăh                   | aʰ      | eəʰ     |
| អុះ          | ŏh                    | uh                    | oʰ      | uʰ      |
| អេះ          | éh                    | éh                    | eiʰ     | eʰ      |
| អោះ          | aŏh                   | uŏh                   | ɑʰ      | ʊəʰ     |
| អៈ          |                       |                       | aʔ      | eəʔ     |

## Vocals independents
Les vocals independents són caràcters no diacrítics que se sostenen sols (sense estar enganxats amb un símbol consonàntic) fets servir per representar fonemes vocàlics situats enmig de les síl·labes. En khmer s'anomenen /sraʔ peɲtuə/, que significa "vocals completes". Les vocals independents es fan servir en un nombre molt baix de mots, principalment d'origen indi, i conseqüentment hi ha certa inconsistència en els seus usos i pronunciacions.
| Vocals independents | Romanització de l'ONU | AFI          |
| ------------------- | --------------------- | ------------ |
| ឥ                   | ĕ                     | ʔe           |
| ឦ                   | ei                    | ʔəj          |
| ឧ                   | ŏ                     | ʔ            |
| ឨ                   |                       |              |
| ឩ                   | ŭ                     | ʔu           |
| ឪ                   | ŏu                    | ʔɨw          |
| ឫ                   | rœ̆                    | ʔrɨ          |
| ឬ                   | rœ                    | ʔrɨː         |
| ឭ                   | lœ̆                    | ʔlɨ          |
| ឮ                   | lœ                    | ʔlɨː         |
| ឯ                   | é                     | ʔae; ʔɛː,ʔeː |
| ឰ                   | ai                    | ʔaj          |
| ឱ, ឲ                | aô, aôy               | ʔaːo         |
| ឳ                   | âu                    | ʔaw          |

## Numerals
| Numerals khmers  | ០ | ១ | ២ | ៣ | ៤ | ៥ | ៦ | ៧ | ៨ | ៩ |
| Numerals aràbics | 0 | 1 | 2 | 3 | 4 | 5 | 6 | 7 | 8 | 9 |